# Technologieoffenheit
Technologieoffenheit ist ein Konzept, welches die Ausgestaltung von technologischen Transformationsprozessen charakterisieren soll. Häufig wird Technologieoffenheit in der politischen Debatte jedoch als politisches Schlagwort oder rhetorisches Stilmittel verwendet, um die Einführung spezifischer Technologien zu verlangsamen oder zu verhindern, und somit den Status quo aufrechtzuerhalten.
Technologieoffenheit liegt nur in idealisierten Transformationsprozessen vor. In der Praxis bevorteilen beispielsweise historisch gewachsense Strukturen einzelne Technologien, Anbieter nutzen ihre Marktmacht zum Vorteil bestimmter Technologien oder Konsumenten fehlt das Wissen zur Anwendung neuer Technologien.

## Technologieoffenheit, Technologieneutralität und Effizienzhypothese
Technologieoffenheit liegt in technologischen Transformationsprozessen dann vor, wenn ein unverzerrtes Entscheidungsumfeld es erlaubt, unterschiedliche Technologien zur Erreichung eines Ziels zu entwickeln und die beste Technologie zur Zielerreichung frei auszuwählen.
Regulierung, welche keine technologiespezifische Auswahl trifft, nennt sich technologieneutral. Technologieneutralität wird eingesetzt, weil davon ausgegangen wird, damit ein Ziel kosteneffizient zu erreichen. Technologieneutrale Regulierung und damit Kostenminimierung kann jedoch nur in einem technologieoffenen Entscheidungsumfeld gelingen.

## Technologiespezifische Regulierung zur Herstellung von Technologieoffenheit
Technologiespezifische Regulierung ist demnach dann notwendig, wenn das Entscheidungsumfeld verzerrt ist oder neben Zielen wie der Klimaneutralität weitere spezifische Ziele erreicht werden sollen.
Faktoren, welche ein Festhalten an bestehenden Technologien befördern und somit der Technologieoffenheit im Wege stehen sind:
- Die Technologieoffenheit von Technologie-, Güter- und Dienstleistungsmärkten kann beispielsweise gestört sein, wenn Akteure in diesen Märkten Lobbyismus für oder gegen Technologien betreiben[2] und auch damit Marktmacht zur Auswahl einer bestimmten Technologie ausüben.
- Informationsdefizite und Informationsasymmetrien können auf Konsumentenseite einen Nachteil für die Auswahl neuer, nicht bekannter Technologien darstellen und so der Technologieoffenheit im Wege stehen.
- Nicht vorhandene Infrastruktur für neue Technologie und Netzwerke stehen einem technologieoffenen Umfeld ebenfalls entgegen. Tradierte Vorstellungen über die angemessene Organisation eines Systems fördern die Beharrungskräfte des Bestehenden.[1]

Im Verkehrssektor trifft beispielsweise die Auswahl der zukünftig zu nutzenden Antriebe und Energieträger auf ein historisch gewachsenes Entscheidungsumfeld, welches Verbrennungsmotoren und fossile Kraftstoffe begünstigt. Gründe hierfür sind u. a. Pfadabhängigkeiten und unberücksichtigte externe Kosten, die der Allgemeinheit aufgebürdet werden, wie die Klimaschäden und Umweltkosten. Technologiespezifische Regulierung zum Vorteil neuer Technologien ist daher oft notwendig, um sich einer Technologieoffenheit des Verkehrssektors zu nähern.

## Nutzung als politisches Schlagwort

### International
Bereits seit den 1960er Jahren betrieben Interessenverbände der fossilen Energiewirtschaft wie das American Petroleum Institute (API)  unter dem Deckmantel vermeintlicher Technologieoffenheit Lobbyarbeit gegen die Förderung erneuerbarer Energieträger und umweltfreundlicher Technologien wie Elektroautos und Wärmepumpenheizungen. Unter anderem setzte das API Regierungen unter Druck, Förderungen für solche Technologien zurückzufahren, staatliche Gelder für Forschung und Entwicklung zu kürzen und Umweltschutzgesetze aufzuweichen, die solche Technologien begünstigen könnten. Staatliche Förderungen für umweltfreundliche Technologien stellten nach Darstellung der API eine Verzerrung des freien Marktes dar. Z.B. protestierte das API bereits 1967 gegen einen Gesetzentwurf zur Förderung der Entwicklung von E-Autos. 2005 argumentierten Lobbyisten des API dann in einem erneuten Abwehrkampf gegen eine etwaige E-Auto-Förderung, dass E-Autos nicht gefördert werden sollten, weil sie noch nicht weit genug entwickelt seien. Auch setzte sich das API schon 1975 gegen ein Energiespargesetz ein, das Steuergutschriften für Wärmepumpen vorsah.

### Deutschland
Gerhard Matzig schrieb 2023, dass der „Sound der Technologieoffenheit“ alle zu dem damaligen Zeitpunkt stattfindenden Energiedebatten präge. Insbesondere die FDP mache mit dem Begriff „eine Politik, die vom Symbolismus kaum mehr zu unterscheiden ist“ und nannte beispielhaft die Debatten, um mit E-Fuels angetriebene Verbrennerfahrzeuge, Kernenergie und Heizungstechnologien. Dabei würde der Begriff von FDP und Grünen fundamental unterschiedlich gebraucht. Während Technologieoffenheit für die FDP „paradoxerweise ein Beharren auf dem Status quo“ bedeute, bedeute er für die Grünen einen Wechsel von alten hin zu neuen Technologien. Beides könne negativ zur Chiffre umgedeutet werden. Technologieoffen könne dann auch „rückwärtsgewandt“ bedeuten, oder eben nicht nur technologieoffen, sondern auch neuerungssüchtig". So sei Technologieoffenheit in der frühen Phase der Technologieentwicklung „erst einmal eine wirklich kluge Strategie“. Allerdings nur so lange es gehe, da es auch den Faktor Zeit gebe. Der Begriff dürfte aber nicht nur ein einfaches „Weiter so“ bedeuten. Tatsächlich technologieoffen wäre es, alles zu tun, „um zu besseren Lösungen als den bekannten schlechten Lösungen“ zu kommen. Jedoch sei es „technologieverdrossen“, „wenn man Wissenschaft mit Politik, die Zukunft mit der Vergangenheit und Rhetorik mit Handeln verwechselt.“ Genau dies täten aber manche Akteure, um sich Zeit zu verschaffen.
Der Wissenschaftsjournalist Holger Wormer zählt den Begriff Technologieoffenheit zu einer „Reihe von irreführenden Plastikwörtern aus Politik und Lobbyismus“, die toll klängen. Tatsächlich aber verschleiere "das Mantra von der angeblichen „Technologieoffenheit“ oft nur das Fehlen einer Strategie". Wer aber wirklich neue Technologie zum Erfolg verhelfen möchte, der müsse diese aber gezielt fördern, „damit sie bisher dominante, aber veraltete Technologien als neuen Standard ablösen“ könnten.
Mehrere Autoren heben ein Essay von Carsten Pfeiffer vom Bundesverband Neue Energiewirtschaft als Beitrag zum Thema Technologieoffenheit hervor. Pfeifer schrieb 2020, dass Technologieoffenheit „in gewissen Kontexten und Phasen ein starker strategischer Ansatz“ sei. So sei es, solange noch nicht klar sei „welche Technologien sich durchsetzen werden oder auch relevante volkswirtschaftliche Vorteile haben“, „unklug, sich zu früh festzulegen“, sofern „ausreichend Ressourcen sowohl an Kapital als auch an klugen Köpfen“ vorhanden seien. Allerdings sei Technologieoffenheit „in den vergangenen Jahren aber erkennbar zum Dogma geworden“ und werde „wie eine Monstranz von etlichen Lobbyisten vor der Politik hergetragen“. So gelte das „Primat der Technologieoffenheit grundsätzlich und phasenübergreifend“, womit jedoch „technologiespezifische ökonomische Vor- und Nachteile, grundsätzliche Effizienzprinzipien oder reale Durchsetzungschancen einer Technologie“ nur noch von nachrangigem Wert seien. Eine solch dogmatisch vertretende Technologieoffenheit verhindere aber „die ab einem bestimmten Zeitpunkt erforderliche Priorisierung“ und werde „zum Synonym für Strategieunfähigkeit“, die irgendwann notwendige „Priorisierungsentscheidung erschwert, verzögert oder sogar verhindert“. Wenn klar sei, „welche Technologien bedeutende Vorteile haben und offensichtlich ist, dass Wettbewerber […] dies erkannt haben“, dann werde es Zeit eine Entscheidung zu treffen. Werde diese Priorisierungsentscheidung zu lange hinausgezögert, gingen wertvolle Ressourcen und Zeit verloren. Dies könne z. B. an der deutschen Automobilindustrie nachvollzogen werden, die zu lange am Verbrennungsmotor festgehalten habe, während „Tesla sowie die chinesische Regierung“ bereits Jahre zuvor erkannt hätten, „dass das Elektroauto die Zukunft des Automobils sein wird“. Dieser Fehler sei nun aber korrigiert, wie an den Investitionen erkennbar sei. Insgesamt sei es jedoch so, dass Technologieoffenheit "auf jeden Fall eine bewährte Kommunikationsstrategie der Vertreter des „Weiter so“" sei und der „Begriff als Bindemittel beim Betonrühren“ diene. Klimaschutz und Energiewende würden nicht mehr offen abgelehnt, stattdessen hieße der Slogan nun „Klimaschutz ja, aber technologieoffen“. Damit sei aber „oft Klimaschutz unter Beibehaltung von Öl und Gas“ gemeint, nur eben „verbunden mit dem Versprechen, diese irgendwann einmal technologieoffen CO2-frei zu gestalten“. Zusammenfassend sei es so, dass Technologieoffenheit „als Strategie in bestimmten Phasen sehr sinnvoll“ sei. Werde sie aber zum Dogma, dann schlage sie „in Strategieunfähigkeit um“ und werde „von Akteuren genutzt, die sehr technologiespezifische Interessen“ hätten.
Christoph Bornschein schrieb 2023 im Manager-Magazin, der „so oft beschworene“ Begriff Technologieoffenheit sei ein „argumentatives PowerTool“ geworden, der mittlerweile „jede Fortschrittlichkeit verloren“ habe. „Übrig geblieben“ sei nur „ein Pseudoargument, eine leere Hülle, ein Mittel zur Diskursverweigerung“. Im besten Fall stehe Technologieoffenheit „für eine Angst vor Entscheidungen und vor Verantwortung“ und „das Gegenteil einer konstruktiven Zukunftserzählung“. Mit jeder Wiederholung scheine „aber leider der schlechteste Fall wahrscheinlicher“. Nämlich dass den Befürwortern der Technologieoffenheit „die Leere ihres Leitspruchs durchaus bewusst“ sei, und es nur wichtig sei, „dass ihr Argument es ermöglicht, jeden Gestaltungsanspruch zum ideologisch motivierten Angriff auf die technologieoffene Hochvernunft zu erklären“. Diese komme „bewusst oder unbewusst“ der von Steve Bannon genutzten Strategie „flood the zone with shit“ sehr nahe, die „zwischen Gaslighting, Halbwahrheit, Rhetorik und Fakt jede Orientierung“ auflöse, bis schließlich die Botschaft „des Veränderungsstopps, des Verharrens, der Rückkehr zu besseren Zeiten“ die einzige „noch Halt versprechende Botschaft“ sei.
Stefan Schmitt zählt in Die Zeit die politische Forderung nach Technologieoffenheit zu den „beliebtesten Ausreden zum Klimaschutz“. Die Forderung von Technologieoffenheit klänge schließlich viel besser als ein „Ich will nicht“ oder „Och nö, Veränderung, das wird mir zu viel“. Denn im Kern bedeute Technologieoffenheit ja „etwas Vernünftiges: dass der Staat Ziele vorgeben soll statt Wege.“ Vor dem Hintergrund wirke es geradezu paradox, wie der Begriff benutzt worden sei: So habe z. B. die Gaslobby den Begriff Technologieoffenheit für eine „Antielektrifizierungskampagne“ gebraucht, während er in der politischen Debatte ein „Slogan“, eine „rhetorische Täuschung“ und ein „Scheinargument“ geworden sei, der „ausgerechnet“ dafür diene „klimaschädliche Technik von gestern beizubehalten“. Das Erhalten von Benzinmotoren sei als Technologieoffenheit für E-Fuels geframt worden, das Verlängern der Nutzung von Gasheizungen als Offenheit für in der Zukunft einmal vorhandenen Wasserstoff. Dieser Gebrauch des Begriffes demonstriere dann aber „nicht nur Verschlossenheit gegenüber den tatsächlich besseren Lösungen“, sondern entlarve „auch eine dann doch ziemlich och-nö-hafte Nostalgieoffenheit“.

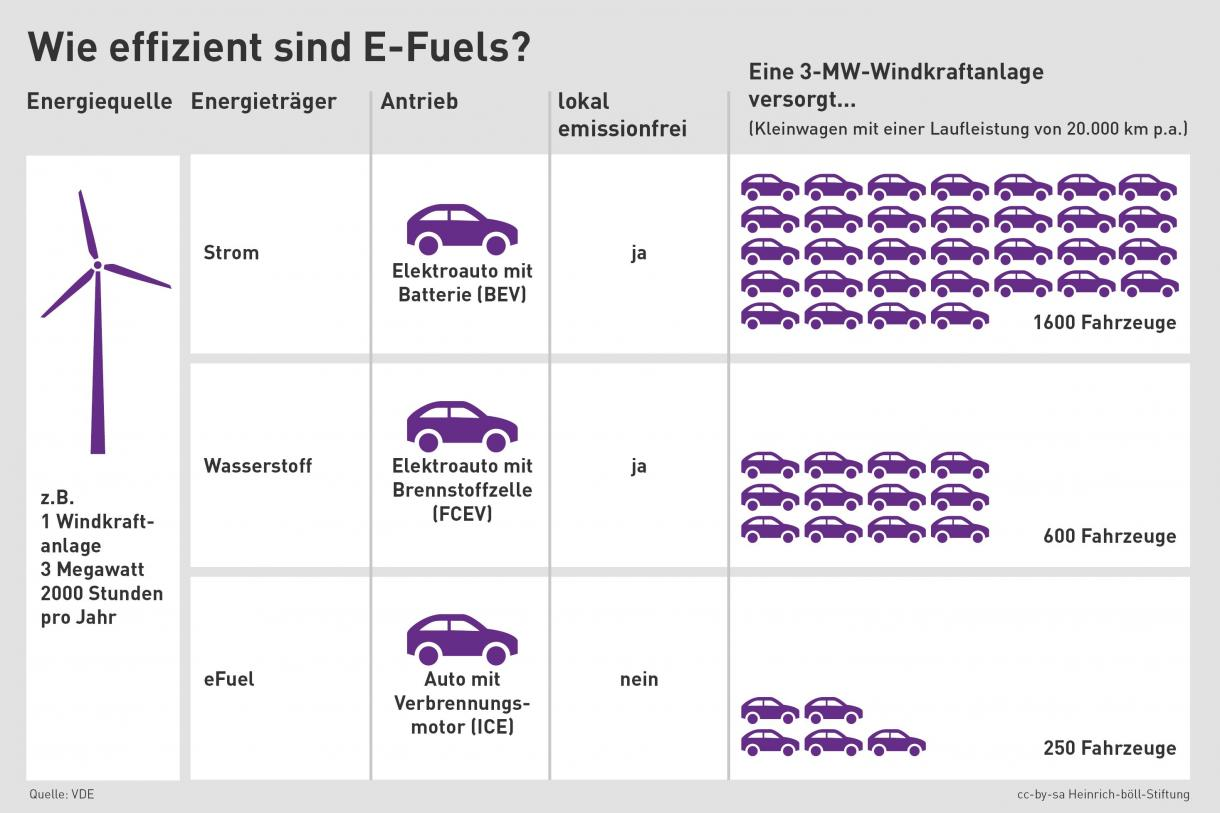
Autoantriebe im Vergleich

Sören Götz schrieb in der Zeit zum Thema E-Fuels, dass hier der Begriff der Technologieoffenheit zu einem Schlagwort geworden sei, das benutzt werde „um eine Technologie am Leben zu halten, die bei nüchterner Betrachtung längst auf ihr Ende zugeht.“ So „wie die FDP bei diesem Thema wissenschaftliche Fakten und Marktrealitäten ignoriert“ bleibe nur zu diagnostizieren, dass Technologieoffenheit „zur Ideologie verkommen“ sei. Letztendlich gehe es darum, der deutschen Bevölkerung das zu erzählen, was sie gerne hören möchte: Nämlich dass sie trotz Klimawandel mit E-Fuels weiter Autos mit Verbrennungsmotor fahren könne und weiter alle Arbeitsplätze [in der Autobranche] erhalten blieben. Das sei aber „unehrlich und kurzsichtig“, denn es sei jetzt schon absehbar, dass E-Fuels „auf Dauer im Pkw keine Chance“ hätten. Ihre Herstellung sei teuer, sie bräuchten für eine klimaneutrale Produktion riesige Mengen Ökostrom, der auf absehbare Zeit knapp bleiben werde, und sie seien verglichen mit E-Autos um ein Mehrfaches ineffizienter, woran „auch die deutsche Ingenieurskunst“ wenig ändern könne. Zudem habe die deutsche Autoindustrie schon heute Absatzschwierigkeiten in China, da sie nicht früh genug auf Elektromobilität gesetzt habe.
Florian Reiter weist im Focus darauf hin, dass Technologieoffenheit nur dann funktionieren könne, wenn für alle Marktteilnehmer gleiche Bedingungen herrschten. Dies ist aber oft nicht der Fall, da verschiedene Technologien unterschiedlich besteuert oder gefördert werden. Ganz besonders sei diese nicht in der deutschen Verkehrspolitik gegeben, „wo sich Klimakrise, Wirtschaftslobbyismus und Kulturkampf begegnen“. Daher bedeute Technologieoffenheit jedoch auch, „dass Politiker klar unterlegene Technologien künstlich am Leben erhalten können“, sei es aus Gründen der Ideologie oder aus Lobby-Gründen. Dabei habe sich „der Markt“ in Form vieler großer Autohersteller „größtenteils schon entschieden“, und zwar für den Ausstieg aus dem Verbrennungsmotor.
Der damalige Audi-Chef Markus Duesmann erklärte 2021, Technologieoffenheit sei für die Autoindustrie „problematisch“, da sie bedeute, dass Autohersteller neben Wasserstoff- und Elektrofahrzeugen auch noch Verbrenner kontinuierlich weiterentwickeln müssten. Grüner Wasserstoff sei auf absehbare Zeit kaum verfügbar und erst recht nicht in Mengen, die das Betanken von Autos sinnvoll erscheinen ließen. Zudem werde Wasserstoff in anderen Branchen wie der Luftfahrt oder der Stahlindustrie viel dringender gebraucht als im Auto. Autohersteller bräuchten daher keine Technologieoffenheit, sondern vielmehr Technologieklarheit. Diese müsse von der Politik vorgegeben werden. Die Bundesregierung müsse beurteilen, „in welchen Feldern welche Energiemengen benötigt werden, wie viel grüner Wasserstoff in den nächsten Jahren verfügbar sein wird und wo er eingesetzt werden soll“. Die Technologieklarheit sei wichtig, damit alle Kräfte gebündelt werden könnten. Im Gegensatz dazu erklärte BMW 2023, weiter auf Technologieoffenheit setzen zu wollen.

### Sprachkritik und Negativpreise
Bei der Wahl zur „Floskel des Jahres 2022“ der sprach- und medienkritischen Initiative Floskelwolke erreichte der Begriff technologieoffen den dritten Platz.
Beim Unwort des Jahres 2023 in Deutschland war Technologieoffenheit der Begriff, der am häufigsten eingesendet wurde (78 Mal). Er wurde aber letztendlich nicht zum Unwort des Jahres gekürt.